# Tartu-osztályú tengeri áruszállító hajó
A Tartu-osztály (teljes nevén 1200 DWT (TARTU) típusú tengeri áruszállító hajó) az angyalföldi hajógyárban (neve 1962-ig Gheorgiu-Dej Hajógyár,  1962 után Magyar Hajó- és Darugyár Angyalföldi Gyáregység) épült, 63 egységből álló teherhajó osztály. A hajók nevüket gyakran észt városokról illetve tájegységekről kapták. Megrendelőjük és átvevőjük kivétel nélkül a Szovjetunió volt, de az osztály számos tagja elkerült onnan, és néhányuk még ma is üzemel. A hajót az 50-es évek végén, az ugyanebben a gyárban nagy számban épült Tissa/Telnovsk-teherhajóosztály tapasztalatai alapján fejlesztették ki, és 1960-tól 1968-ig gyártották.

## Felépítése
A hajók teljesen hegesztett kivitelben készültek, osztályukra jellemző az „angyalföldi” típusú, kerek tat és tatfelépítmény. Általános darabáru, ömlesztett áru és farakomány szállítására készült, raktárteteje McGregor rendszerű. A raktér fölött egyetlen daruárbóc magasodik, a hajótest függélyek közti hossza 67 méter, oldalmagassága 5,3 m. Fő hajtóműve egy 1000 lóerős Láng-dízelmotor (Láng 8LD 315 RFT).

## Pályafutása
A 60-as évek magyar hajógyártásának legnagyobb szériaterméke ez az 1200 DWT kapacitású tengeri áruszállító hajó volt, amely sok elismerést és jó hírnevet szerzett a magyar hajóiparnak. Az osztály eredeti 63 egységét a Szovjetunió vette át, de e típust fejlesztették aztán tovább különböző hordképességekkel (Spartak-osztály, Joerka-osztály, Tata-osztály), más országok kereskedelmi flottái számára is. A Tartu-osztály már szétbontott, szolgálatból kivont egységei átlagosan 33 évig szelték a tengereket. A legrövidebb üzemidőt az északi tengereken üzemelő, Kamcsatka, Murmanszk, Arhangelszk központú cégek tulajdonába került hajóknál látjuk, ahol már általában a 70-es, 80-as években leselejtezték őket, míg az indonéz haditengerészetnél illetve a Szovjet Dunai Hajózási Vállalatnál szolgáló egységek 2000 után is használatban maradtak. A legtöbb Tartu-osztályú hajót (16) az Észt Állami Tengerhajózási Vállalat használta. Jelenleg már csak két egység üzemel aktívan, a Union Star 42 exPalana, és a Khulna exImatra.